# Maria di Clèves (principessa di Condé)
Maria di Clèves (1553 – 30 ottobre 1574) fu la prima moglie di Enrico principe di Condé.
Conosciuta come «la belle Marie» per la sua avvenenza, venne cresciuta nel più rigoroso protestantesimo dalla zia Giovanna d'Albret, madre di Enrico III di Navarra (futuro Enrico IV), e da lei venne fatta sposare al suo primo cugino Enrico, principe di Condé. Visse alla corte di Carlo IX, dove scatenò un amore appassionato del duca d'Angiò, futuro Enrico III e la gelosia del marito.
Si convertì al cattolicesimo dopo la notte di San Bartolomeo e si avvicinò alla sorella duchessa di Nevers e al cognato, una coppia impegnata nella riaffermazione della causa cattolica. Divenne una dama di compagnia della regina Elisabetta d'Austria.
Morì di parto nel 1574.

## Biografia
Fu l'ultima figlia di Francesco I di Clèves, duca di Nevers, e di Margherita di Borbone, sorella maggiore di Antonio re di Navarra.
Le sorelle maggiori furono Enrichetta di Clèves e Caterina di Clèves. Il futuro re Enrico IV di Francia fu suo cugino da parte di madre, mentre Anna di Clèves, quarta moglie di Enrico VIII d'Inghilterra fu sua cugina di secondo grado. I suoi cognati furono Enrico, duca di Guisa e Luigi Gonzaga, duca di Nevers.
Fu cresciuta da sua zia, la regina Giovanna III di Navarra, che l'allevò come una calvinista. Il 10 agosto 1572 sposò con una cerimonia calvinista suo cugino di primo grado, Enrico I di Borbone, principe di Condé, duca d'Enghien. Pochi mesi più tardi, dopo il massacro di San Bartolomeo, la coppia fu costretta a convertirsi al cattolicesimo. Quando il marito nel 1574 fuggì dalla corte dove era prigioniero e tornò ugonotto, lasciò la moglie incinta a corte.
Verso il 1570, Maria, nota per la sua bellezza bionda e spiritata, catturò l'attenzione del giovane Enrico, duca d'Angiò, il futuro Enrico III di Francia. Al momento della sua ascesa al trono, Enrico si propose l'irrealistico piano di far annullare le nozze della principessa, data la fede diversa del marito, per poterla sposare. L'idea non poté essere attuata: Maria morì di parto dando alla luce una figlia di nome Caterina futura marchesa d'Isles, il 30 ottobre 1574.
Il principe di Condé avrebbe poi sposato Carlotta Caterina de La Trémoille (1568-1629), mentre re Enrico III distrutto dal dolore prese il lutto per diversi mesi e infine sposò Luisa di Lorena-Vaudémont, che assomigliava molto a Maria.

## Discendenza
Maria ed Enrico ebbero una figlia:
- Caterina (1574-1595), marchesa d'Isles.

## Ascendenza
|                             |                              |                                  | Genitori                           |  |  | Nonni |  |  | Bisnonni             |  |  | Trisnonni           |  |
|                             |                              |                                  |                                    |  |  |       |  |  | Engilberto di Nevers |  |  | Giovanni I di Kleve |  |
|                             |                              |                                  |                                    |  |  |       |  |  | Engilberto di Nevers |  |  | Giovanni I di Kleve |  |
|                             |                              | Elisabetta di Nevers             |                                    |  |  |       |  |  | Engilberto di Nevers |  |  |                     |  |
| Carlo II di Cleves Nevers   |                              |                                  |                                    |  |  |       |  |  | Engilberto di Nevers |  |  |                     |  |
|                             |                              | Carlotta di Borbone-Vendôme      | Giovanni VIII di Borbone-Vendôme   |  |  |       |  |  |                      |  |  |                     |  |
|                             |                              | Carlotta di Borbone-Vendôme      | Giovanni VIII di Borbone-Vendôme   |  |  |       |  |  |                      |  |  |                     |  |
|                             |                              | Carlotta di Borbone-Vendôme      | Isabelle de Beauvau                |  |  |       |  |  |                      |  |  |                     |  |
| Francesco I di Nevers       |                              | Carlotta di Borbone-Vendôme      |                                    |  |  |       |  |  |                      |  |  |                     |  |
|                             |                              | Giovanni d'Albret-Orval          | Arnaud Amanieu d'Albret-Orval      |  |  |       |  |  |                      |  |  |                     |  |
|                             |                              | Giovanni d'Albret-Orval          | Arnaud Amanieu d'Albret-Orval      |  |  |       |  |  |                      |  |  |                     |  |
|                             |                              | Giovanni d'Albret-Orval          | Isabelle de La Tour d'Auvergne     |  |  |       |  |  |                      |  |  |                     |  |
| Maria di Albret             |                              | Giovanni d'Albret-Orval          |                                    |  |  |       |  |  |                      |  |  |                     |  |
|                             |                              | Carlotta di Nevers               | Giovanni II di Nevers              |  |  |       |  |  |                      |  |  |                     |  |
|                             |                              | Carlotta di Nevers               | Giovanni II di Nevers              |  |  |       |  |  |                      |  |  |                     |  |
|                             |                              | Carlotta di Nevers               | Paolina di Brosse                  |  |  |       |  |  |                      |  |  |                     |  |
| Maria di Clèves             |                              | Carlotta di Nevers               |                                    |  |  |       |  |  |                      |  |  |                     |  |
|                             | Francesco di Borbone-Vendôme | Giovanni VIII di Borbone-Vendôme |                                    |  |  |       |  |  |                      |  |  |                     |  |
|                             | Francesco di Borbone-Vendôme | Giovanni VIII di Borbone-Vendôme |                                    |  |  |       |  |  |                      |  |  |                     |  |
|                             | Francesco di Borbone-Vendôme | Isabelle de Beauvau              |                                    |  |  |       |  |  |                      |  |  |                     |  |
| Carlo IV di Borbone-Vendôme | Francesco di Borbone-Vendôme |                                  |                                    |  |  |       |  |  |                      |  |  |                     |  |
|                             |                              | Maria di Lussemburgo-Saint-Pol   | Pietro II di Lussemburgo-Saint-Pol |  |  |       |  |  |                      |  |  |                     |  |
|                             |                              | Maria di Lussemburgo-Saint-Pol   | Pietro II di Lussemburgo-Saint-Pol |  |  |       |  |  |                      |  |  |                     |  |
|                             |                              | Maria di Lussemburgo-Saint-Pol   | Margherita di Savoia               |  |  |       |  |  |                      |  |  |                     |  |
| Margherita di Vendôme       |                              | Maria di Lussemburgo-Saint-Pol   |                                    |  |  |       |  |  |                      |  |  |                     |  |
|                             |                              | Renato d'Alençon                 | Giovanni II d'Alençon              |  |  |       |  |  |                      |  |  |                     |  |
|                             |                              | Renato d'Alençon                 | Giovanni II d'Alençon              |  |  |       |  |  |                      |  |  |                     |  |
|                             |                              | Renato d'Alençon                 | Maria d'Armagnac                   |  |  |       |  |  |                      |  |  |                     |  |
| Francesca d'Alençon         |                              | Renato d'Alençon                 |                                    |  |  |       |  |  |                      |  |  |                     |  |
|                             |                              | Margherita di Lorena             | Federico II di Vaudémont           |  |  |       |  |  |                      |  |  |                     |  |
|                             |                              | Margherita di Lorena             | Federico II di Vaudémont           |  |  |       |  |  |                      |  |  |                     |  |
|                             |                              | Margherita di Lorena             | Iolanda d'Angiò                    |  |  |       |  |  |                      |  |  |                     |  |
|                             |                              | Margherita di Lorena             |                                    |  |  |       |  |  |                      |  |  |                     |  |